# بنگ (داورزن)
بنگ، روستایی است از توابع بخش مرکزی شهرستان داورزن در استان خراسان رضوی ایران.
این روستا دارای چشمه اب گوارای معدنی بوده و هست.
متاسفانه به دلیل نبود مدریت چاه ها ودر نتیجه قنات های ان ریزش کرده اند.
این روستا آب و هوای بسیار پاک وسالمی دارد و درختان کهنسال گردوی ان 
روستا را به وجود خود مزیین کرده اند.

## جمعیت
این روستا در دهستان کاه قرار داشته و بر اساس سرشماری سال ۱۳۸۵ جمعیت آن ۱۱ نفر (۵ خانوار)
بوده است.